# MaTV
Ne doit pas être confondu avec MAA TV.
Cet article concerne le réseau de télévision québécois. Pour la chaîne de télévision allemande, voir Vox (chaîne de télévision).
Pour les articles homonymes, voir Vox.
 (octobre 2015).
MaTV (anciennement Vox) est un réseau de télévision communautaire québécois en langue française distribué aux abonnés de Vidéotron.

## Historique
Le CRTC souhaitait que les entreprises de câblodistribution réinvestissent pour le partage des ondes en offrant un service aux abonnés via un canal communautaire. Au Québec, en 1973, le gouvernement provincial, par le biais du ministère de la Culture et des Communications, a favorisé la mise en place de stations de télévision communautaire en soutenant financièrement leur fonctionnement de base. Les corporations de télévisions communautaires autonomes (TCA) sont nées par des communautés de citoyens.
En 1978, dans la région du Grand Montréal, les câblodistributeurs Cablevision Nationale (auparavant National Cablevision) et CF Cable TV se partagent respectivement les territoires Est et Ouest de l'île de Montréal, tandis que Télécâble Vidéotron dessert la Rive-Sud et la Rive-Nord de la métropole. Chaque câblodistributeur gère son propre canal communautaire et diffuse des émissions produites par des TCA dans sa grille horaire.
La télévision communautaire Cablevision Nationale possède un grand studio d'enregistrement à Montréal. Elle possède également un car de reporter qui couvre divers événements. Elle enregistre plusieurs émissions autant par des bénévoles que par des professionnels[réf. souhaitée]. De son côté, Télécâble Vidéotron détient plusieurs petits studios communautaires répartis dans plusieurs municipalités (Longueuil, Beloeil, Saint-Bruno, Saint-Hubert, Saint-Jean-sur-Richelieu, Mont-Saint-Hilaire, Saint-Jérôme, Laval, Joliette et au nord de Montréal).
En 1980, Télécâble Vidéotron fait l'acquisition de Cablevision Nationale. Par cette acquisition, les quatre petits studios desservant différents secteurs de Montréal et Laval remplaceront l'unique studio de Montréal[réf. souhaitée]. Chacun des studios seront alors gérés par un animateur communautaire qui réalisera les émissions tout en encadrant les groupes de bénévoles qui viennent proposer leurs projets[réf. nécessaire].
En 1985, la télévision communautaire se modernise et un grand studio est établi à Montréal, situé juste au-dessus du métro Sherbrooke[réf. souhaitée].
En 1987, Vidéotron déménage son siège social au 300, avenue Viger (juste à côté du métro Champ-de-Mars) et la télévision communautaire s'y installe aussi au rez-de-chaussée. La télé communautaire dispose alors d'un très grand studio, d'équipements modernes et d'une équipe de production plus importante[réf. nécessaire]. En novembre 1996, on compte 21 employés : des réalisateurs, des cadreurs, une secrétaire, une réceptionniste et une vidéothécaire[réf. souhaitée].

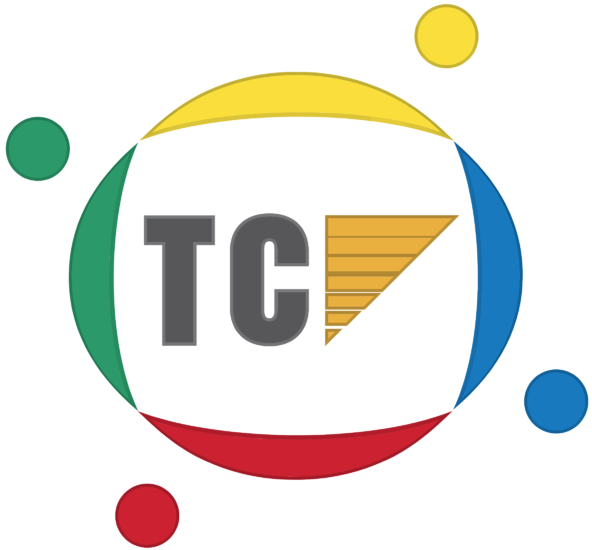
Logo de TCV Vidéotron de 1996 à 1999.

En 1996, la télévision communautaire prend le nom de TCV. Le réseau TCV de Vidéotron du Grand Montréal couvre alors toute l'île de Montréal, sa Rive-Nord (dont Saint-Jérôme, Joliette, Sainte-Thérèse, Repentigny), sa Rive-Sud (dont Boucherville, Beloeil, Longueuil, Saint-Jean-sur-Richelieu et Châteauguay), Laval et la région de Vaudreuil. La programmation devient bilingue, car la télévision communautaire dessert aussi la partie Ouest de Montréal qui est composée en grande partie de personnes dont la langue d'usage est l'anglais.
En 1999, TCV Vidéotron est renommé Canal Vox, puis Vox en 2007.[réf. souhaitée]

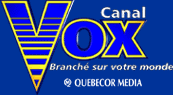
Logo de Canal Vox de 1999 à 2004 (le nom Québecor Média a été ajouté en 2001 après la vente de Vidéotron à Québecor).

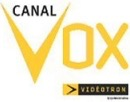
Logo de Canal Vox de 2004 à 2007.

Logo de Vox de 2007 à 2012.

La version haute définition de Vox HD de Montréal a été lancée le 17 novembre 2007 et distribuée à tous les abonnés de illico télé numérique de Vidéotron. Depuis 2012, les versions haute définition locales ont remplacé la version montréalaise, en commençant par celle de la ville de Québec. Par la suite, à l'automne 2014, la programmation de Sherbrooke, du Saguenay-Lac-St-Jean et d'Outaouais est désormais diffusée en HD au 609.
Le 19 novembre 2012, Vox devient MaTV.
Ainsi, en septembre 2015, MaTV ajoute cinq nouvelles émissions de langue anglaise.
Fin août 2023, Québecor met fin à la production de MaTV à Montréal et réduit la production de moitié en région, permettant à Vidéotron de rediriger la contribution financière vers le réseau TVA.